# Mucu
Mucu (japonsky:むつ市 Mucu-ši) je japonské město v prefektuře Aomori na saveru ostrova Honšú. Žije zde téměř 60 tisíc obyvatel. Ve městě působí 4 vysoké školy a 9 středních škol.

## Partnerská města
- Port Angeles, Washington, Spojené státy americké